# Czas przemian (powieść)
Czas przemian (tyt. oryg. A Time of Changes) – powieść fantastycznonaukowa amerykańskiego pisarza Roberta Silverberga. Powieść ukazała się w 1971 r., polskie wydanie, w tłumaczeniu Ireny Lipińskiej, wydał Rebis w 1992 r. Powieść otrzymała nagrodę Nebula w 1971 r.

## Fabuła
Powieść pisana jest w formie fikcyjnego pamiętnika Kinnalla Darivala, księcia państwa Salla na planecie Borthan.
Kinnall opisuje swoje życie na planecie, na której obowiązują ściśle określone normy społeczne i obyczajowe, np. za nieprzyzwoite uchodzi używanie słów "ja" i "mnie". Przez większą część swego życia Kinnall, jak każdy człowiek tej społeczności, ściśle przestrzegał obowiązującego kodeksu moralnego. Kiedy jego brat stał się władcą Salli, Kinnal opuścił swój kraj, by nie być dla brata zagrożeniem. Postanowił ułożyć sobie życie w kraju sąsiednim. Tam spotkał cudzoziemca, Ziemianina odwiedzającego planetę. Pod jego wpływem zaczął łamać zasady według których żył do tej pory.